# 長沙生態動物園
長沙生態動物園（ちょうさせいたいどうぶつえん）は、中華人民共和国湖南省長沙市天心区暮雲街道に位置する動物園。

## 歴史
長沙動物園は1956年に建立された。前身は湖南烈士公園動物展示区。園区は周辺施設の敷地面積60畝。鳥類、草食動物、霊長動物、猛獣及び両生爬虫類の5つの区に分けられる。2010年9月3日、正式に閉鎖された。2010年9月8日、湖南烈士公園から、天心区暮雲街道の現在地へ移転。